# Пюллиньи
Пюллиньи́ (фр. Pulligny) — коммуна во французском департаменте Мёрт и Мозель, региона Лотарингия. Относится к кантону Везелиз.

## География
Пюллиньи расположен в 18 км к югу от Нанси. Соседние коммуны: Флавиньи-сюр-Мозель на северо-востоке, Отре, Сентре и Вуанемон на юге, Пьервиль, Фролуа и Ксейе на северо-западе.

## Демография
Население коммуны на 2010 год составляло 1227 человек.
| 1962 | 1968 | 1975 | 1982 | 1990 | 1999 | 2010 |
| ---- | ---- | ---- | ---- | ---- | ---- | ---- |
| 776  | 764  | 792  | 846  | 1113 | 1171 | 1227 |

## Известные люди, связанные с коммуной
- Легенда гласит, что Жанна д’Арк не была сожжена, а была заменена на другую женщину и погребена в алтаре церкви 4 мая 1449 года. Надпись красными буквами на старофранцузском, носящую её инициалы можно увидеть на одной из боковых стен хоров у ризницы.
- Согласно другой легенде неизвестная женщина (Жанна дез Армуаз, ?—1446), выдававшая себя за Жанну д’Арк и вышедшая впоследствии за Робера Армуаза, закончила свои годы в Отре, близ Пюллиньи.